# UFC 192
UFC 192：科米尔对古斯塔夫森（UFC 192: Cormier vs. Gustafsson）是终极格斗冠军赛（UFC）主办的一场综合格斗赛事，于2015年10月3日在美国德州休斯顿的丰田中心举行。

## 结果
1. ↑  UFC轻重量级冠军战